# Ichthyophis mindanaoensis
Ichthyophis mindanaoensis är en groddjursart som beskrevs av Taylor 1960. Ichthyophis mindanaoensis ingår i släktet Ichthyophis och familjen Ichthyophiidae. IUCN kategoriserar arten globalt som otillräckligt studerad. Inga underarter finns listade i Catalogue of Life.